# Firenze Capitale

El Reino de Italia en 1861, año de su proclamación.

Firenze Capitale (en español: Florencia Capital) designa el periodo, de 1865 a 1871, en el que la ciudad toscana fue capital de la Italia unificada, sucediendo a la primera capital, Turín, y antecediendo a la definitiva y actual, Roma.

## Convención de Septiembre
El traslado de la capital, tiene su origen en la llamada Convención de septiembre. Dicho acuerdo, en principio secreto, fue firmado el 15 de septiembre de 1864 entre el Reino de Italia y el Segundo Imperio Francés en Fontainebleau. Sus firmantes fueron, Constantino Nigra, embajador italiano en París, el marqués de Pepoli, embajador italiano en San Petersburgo y Édouard Drouyn de Lhuys, ministro de exteriores francés.
El acuerdo buscaba solucionar la problemática de la capital italiana o la llamada “cuestión romana”. Cuando el reino unificado de Italia se había proclamado en 1861, la capital proclamada había sido Roma. Sin embargo, al ya ser ésta, capital de los Estados Pontificios (el actual Lazio), la capital “provisional” se estableció en Turín, ciudad que ya era la sede de la Casa de Saboya y de las instituciones del Reino de Cerdeña, estado que había liderado la unificación.
La convención estipulaba:

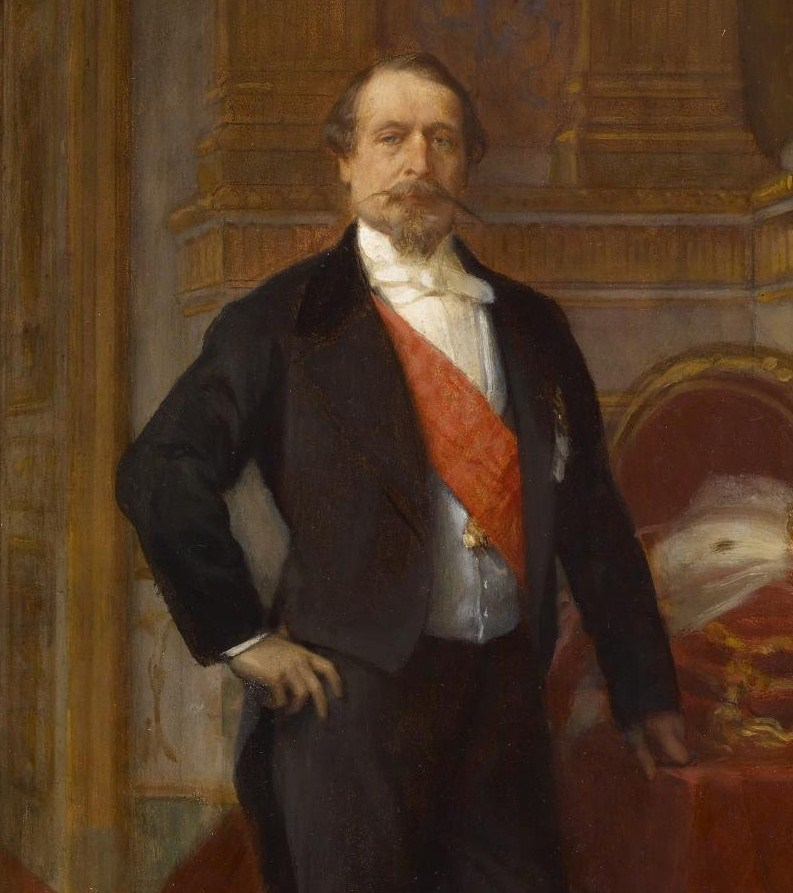
Napoléon III de Francia.

- que Francia retiraría, en dos años, sus tropas de Roma, que protegían el poder del Papa.
- que Italia no atacaría ni Roma ni los Estados Pontificios, garantizando su integridad si fuera necesario hasta con la fuerza.
- Italia no renunciaba formalmente a Roma pero, a partir de la retirada de las tropas francesas, intentaría llegar a un acuerdo con el Papado.[2]

Para garantizar dicho cumplimento por parte de Italia, el emperador Napoléon III añadió un protocolo secreto al acuerdo: la capital italiana sería trasladada a otra ciudad, en preferencia Florencia, Milán, Bolonia, Nápoles o Palermo.
Por su parte, los italianos consideraban que el acuerdo era cuestión de realpolitik y esperaban que este fuera transitorio, hasta que el cambio de la postura de Pío IX o de Francia permitiera integrar Roma, y los Estados Pontificios, en la Italia unificada.
Milán fue descartada por estar demasiado cerca de la frontera austríaca, Bolonia por su anterior vinculación con el Papado, Nápoles por ser fácilmente atacable por mar y Palermo por estar "aislada" en una isla, finalmente, Florencia fue escogida como futura capital.

## Preparativos

### Leyes y disturbios

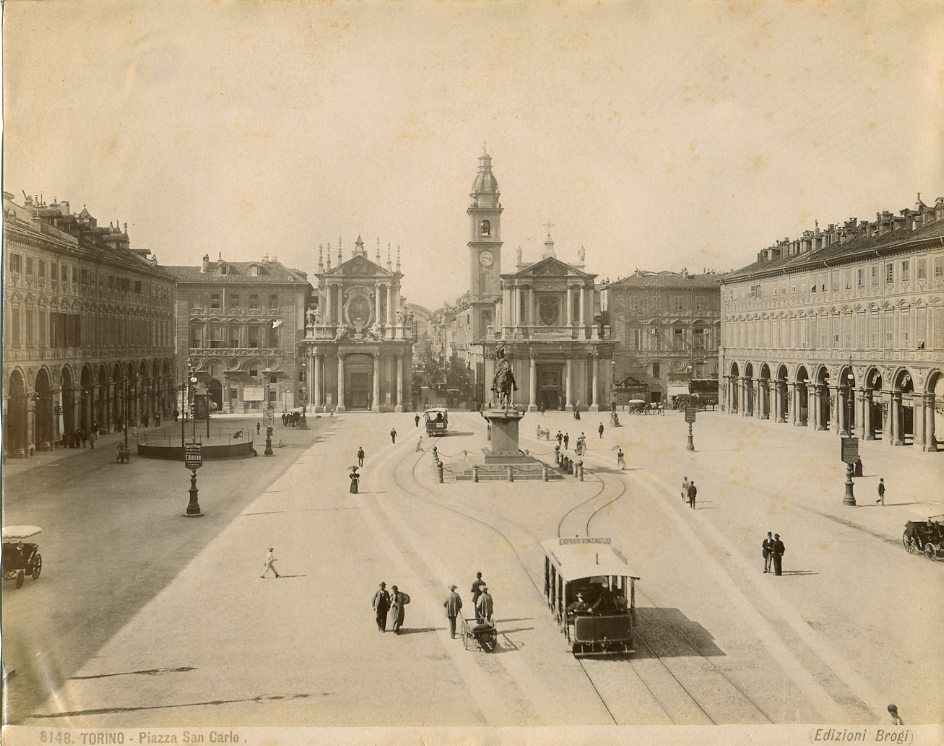
Piazza San Carlo de Turín durante la segunda mitad del.

La filtración de los términos de la Convención y la decisión del traslado de la capital causó un profundo malestar en la sociedad turinesa. El rey Vittorio Emanuele II se sintió disgustado al saber que tendría que abandonar la ciudad que había sido la sede de la dinastía desde 1563, la aristocracia temió perder su influencia y proximidad a la Corte, los funcionarios del gobierno consideraron que el coste sería excesivo, la burguesía vio amenazadas las inversiones que había hecho en la ciudad desde 1861 y al pueblo llano le disgustó saber que después de tantos sacrificios la ciudad perdería su estatus de capital.
Ante el disgusto del traslado, se convocaron varias manifestaciones en el centro de Turín los días 21 y 22 de septiembre. Las concentraciones fueron reprimidas de forma brutal por el Regio Esercito en la Piazza Castello y la Piazza San Carlo, respectivamente. El resultado de la llamada Strage di Torino (Matanza de Turín) fueron 55 muertos y al menos 133 heridos. Como consecuencia de los hechos, el Rey solicitó la dimisión del Presidente del Consejo, Marco Minghetti, y todo su gobierno.
A la cabeza del nuevo gobierno fue nombrado el laureado general Alfonso La Marmora, piamontés de origen y contrario al traslado de la capital. Sin embargo, la Convención ya había sido aprobada por el Rey y su suspensión habría significado la pérdida del apoyo francés, el más poderoso aliado del joven Reino de Italia. A pesar de las reticencias personales, La Marmora consiguió que el Senado y la Cámara de Diputados aprobaran la ley n.2032. La nueva norma establecía que la capital se trasladaría a Florencia en un plazo de seis meses y que se destinaría una partida extraordinaria de 7 millones de liras de los presupuestos del estado a tal efecto. El 11 de diciembre, Vittorio Emanuele II promulgó la ley.

### La partida del Rey

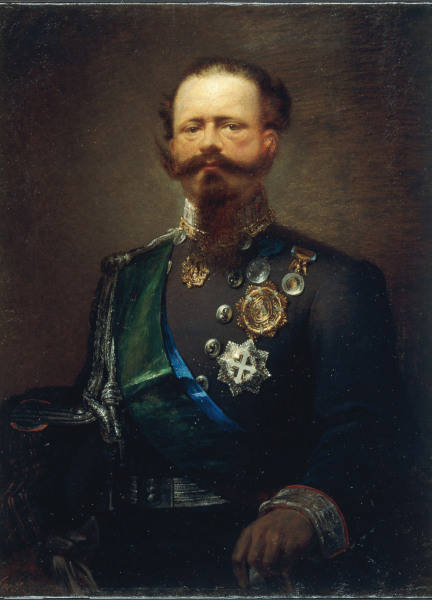
Vittorio Emanuele II de Italia.

Los disturbios se reanudaron en Turín en enero de 1865, a partir del día 23, cuando la Cámara de Diputados votó que "en interés de la nación" se daba por concluida la investigación de la matanzas del 21 y 22 de setiembre sin que nadie fuera considerado culpable. Los días 25, 26, 27 y 28 hubo manifestaciones en la ciudad, sin embargo, la culminación llegó el lunes 30 de enero durante el baile de inicio de temporada celebrado en el Palacio Real. Los manifestantes bloquearon la entrada de los invitados al palacio, insultándolos y lanzando pescado y piedras a los carruajes, mientras portaban el eslogan "Reggia da vendere – padrone da appendere" (Casa a la venta - dueño a la horca). Muchos invitados rehusaron intentar acceder al palacio, cuyo salones permanecieron medio vacíos durante el baile, además, el propio monarca pudo observar el suceso desde las ventanas de sus aposentos.
Sintiéndose profundamente ofendido, el día siguiente, Vittorio Emanuele II se trasladó al Castillo de Moncalieri, su residencia favorita en las afueras de la ciudad. Allí esperó, durante dos días, una disculpa pública por parte del ayuntamiento, disculpa que nunca llegó.

El viernes 3 de febrero, sin previo aviso, el soberano y su corte partieron en tren hacia Florencia. La Gazzetta Ufficiale publicó un escueto comunicado:
"Esta mañana a las 8, Su Majestad el Rey a partido de Turín hacia Florencia, acompañado de Su Excelencia el Presidente del Consejo de Ministros, el general La Marmora."
Pasando por Piacenza y Bolonia, donde fue aclamado por la multitud, el tren real llegó a Florencia a las 10 y media de la noche. La pequeña estación florentina había sido apresuradamente decorada e iluminada, entre vítores, el carruaje del Rey llegó hasta el Palazzo Pitti a través de calles angostas pero iluminadas y rodeado de lo mejor de la aristocracia y burguesía de la ciudad portando antorchas. Hacia la medianoche, el soberano tuvo que salir en varias ocasiones al balcón a saludar a la multitud.
Después de 302 años, Turín había dejado de ser, entre disturbios y broncas, la sede de la dinastía de los Saboya.  Según el Conde Giuseppe Pasolini: "ésta es la consecuencia de haber dejado que cada uno hiciera lo que quisiera durante cinco o seis días".

## La nueva capital

### Instalación en Florencia

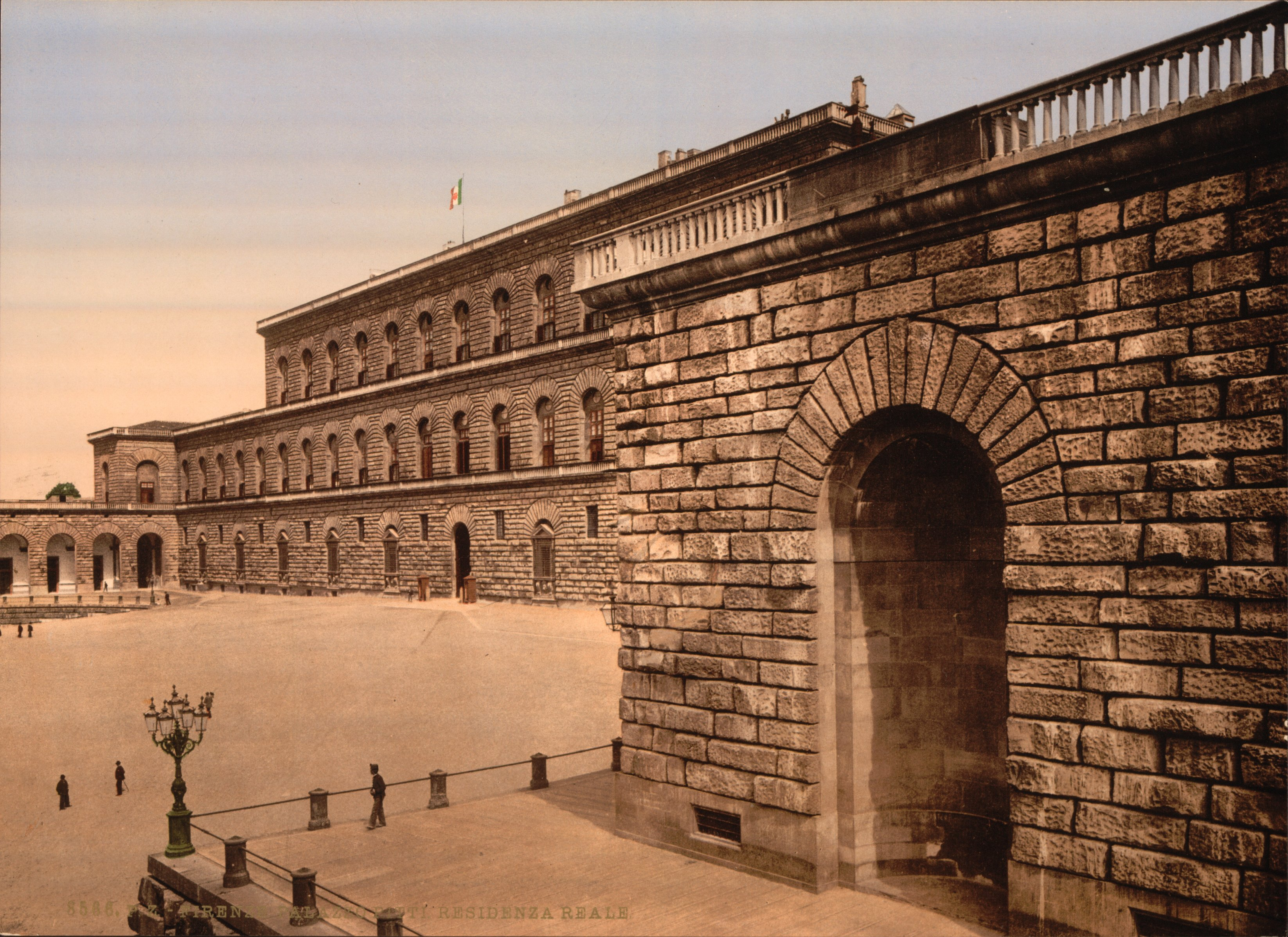
El Palazzo Pitti en Florencia.

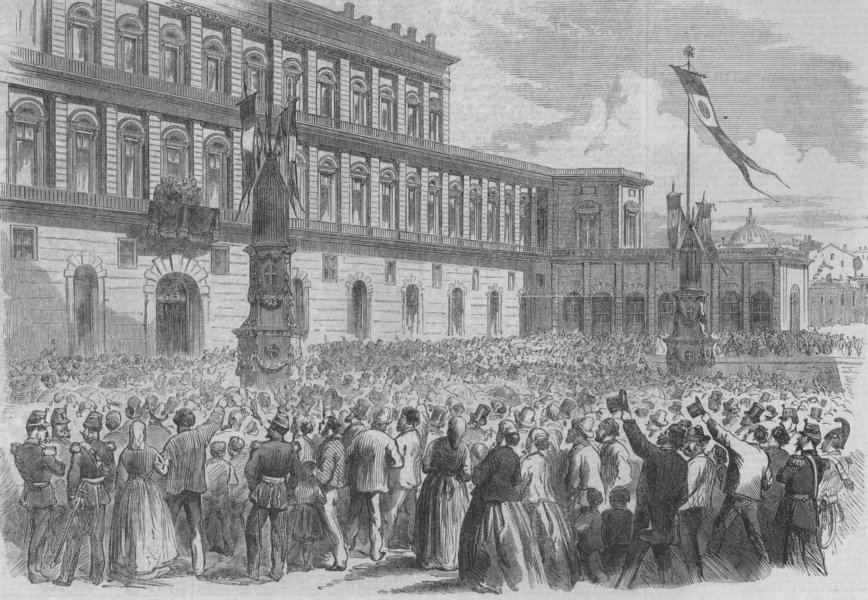
El Rey saludando desde el balcón del palacio, 1866.

Apenas llegado a la ciudad toscana, Vittorio Emanuele II, su familia y su corte se instalaron en el Palazzo Pitti. La antigua residencia de los Médici y los Lorena que ya había sido atribuida al soberano después de que Florencia se integrara al reino de Italia en 1860. Sin embargo, el Rey rehusó alojarse en los aposentos del piano nobile y en su lugar escogió el pabellón anexo conocido como la Palazzina della Meridiana que resultaba más íntimo y adecuado para su estilo de vida "burgués". Además, la Meridiana, con su acceso directo al jardín, permitía entradas y salidas discretas. Cruzando la Porta Annalena, el Rey podía fácilmente desplazarse a las villas de La Petraia, donde se alojaba su amante, la condesa de Mirafiori, y de Poggio a Caiano, que servía de pabellón de caza. Asimismo, el soberano también disponía del amplio coto de caza de San Rossore, situado en el litoral toscano.

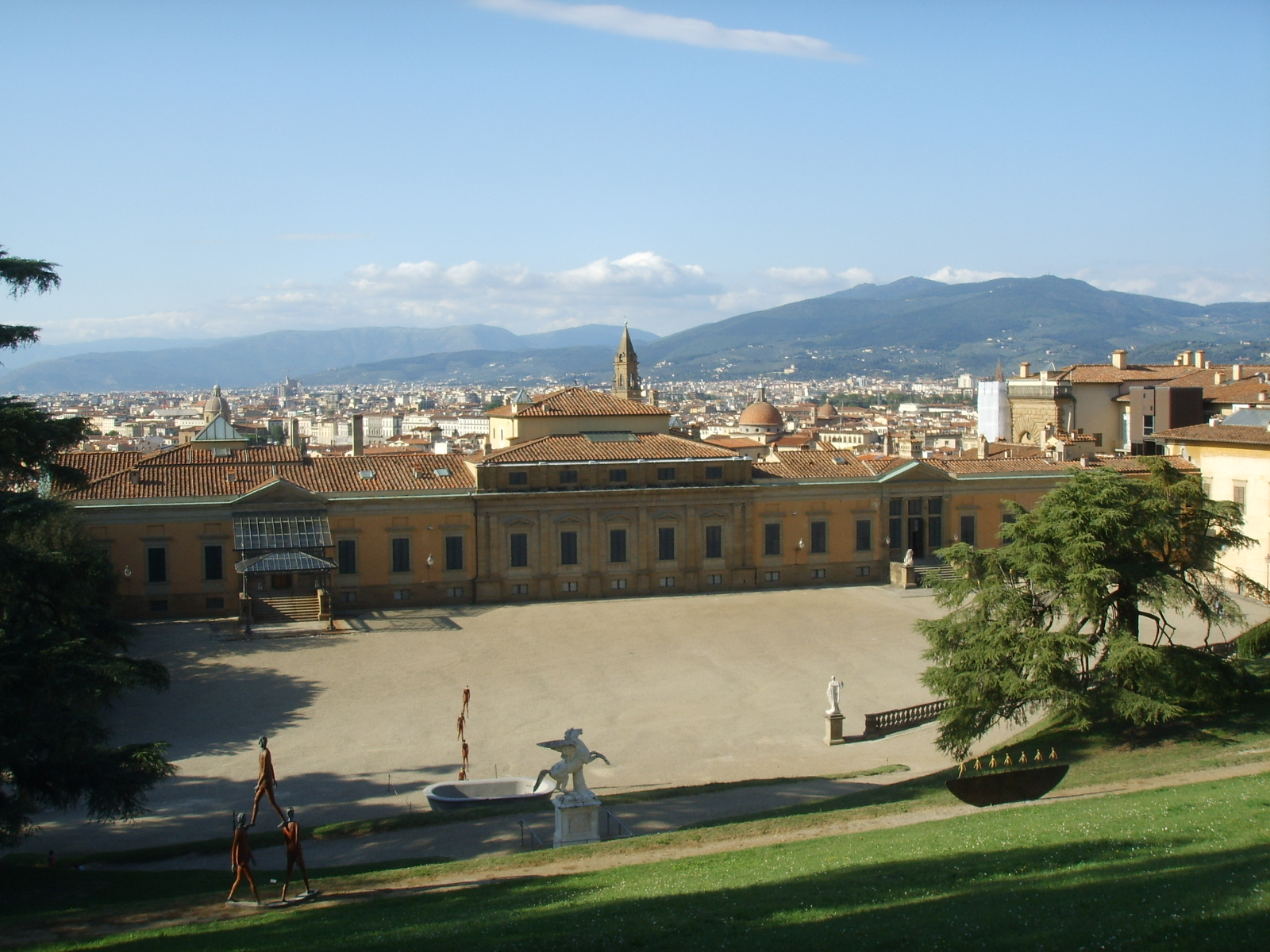
La Palazzina della Meridiana.

Más complicado fue instalar las distintas instituciones gubernamentales. En setiembre de 1864, un nuevo prefecto, el conde Girolamo Cantelli había sido enviado a la ciudad para sondear la situación y en octubre, una comisión parlamentaria había sido establecida a tal efecto. El traslado empezó en diciembre del mismo año y no terminó hasta junio de siguiente.
La Cámara de Diputados tuvo su sede en el famoso Salone dei Cinquecento en el Palazzo Vecchio, donde un nuevo hemiciclo fue construido. Otras partes del palacio fueron ocupadas por el Ministerio de Exteriores. El Senado se instaló en el vecino Teatro Mediceo de los Uffizi, el Ministerio de la Guerra (y el Presidente del Consejo La Marmora) en un palacete de la Via Gino Capponi, el Ministerio del Interior en el famoso Palazzo Médici-Riccardi, el Ministerio de la Marina en el Convento de los Padres Misioneros, la Corte de Casación en el Convento de Santa Maria Novella...
Los florentinos, acostumbrados a que desde tiempos de los Médici, la ciudad y la Toscana entera hubieran sido gobernadas desde el Palazzo Vecchio, pronto quedaron sorprendidos de la llegada de centenares de funcionarios de todas partes del país y de la literal ocupación de tantos edificios a lo largo y ancho de la ciudad.
Mientras corte y gobierno se instalaban, la distensión con Turín no tardó en llegar. Pocos días después de la inesperada partida del soberano, una delegación del ayuntamiento turinés, con el alcalde a la cabeza, se desplazó a Florencia ante la presión de varios ciudadanos notables. La delegación y las disculpas fueron calurosamente recibidas por el Rey en San Rossore. El 23 de febrero, Vittorio Emanuele II se desplazó a Turín e hizo una aparición por sorpresa en su palco del Teatro Regio, dónde fue aclamado.

### Vida política

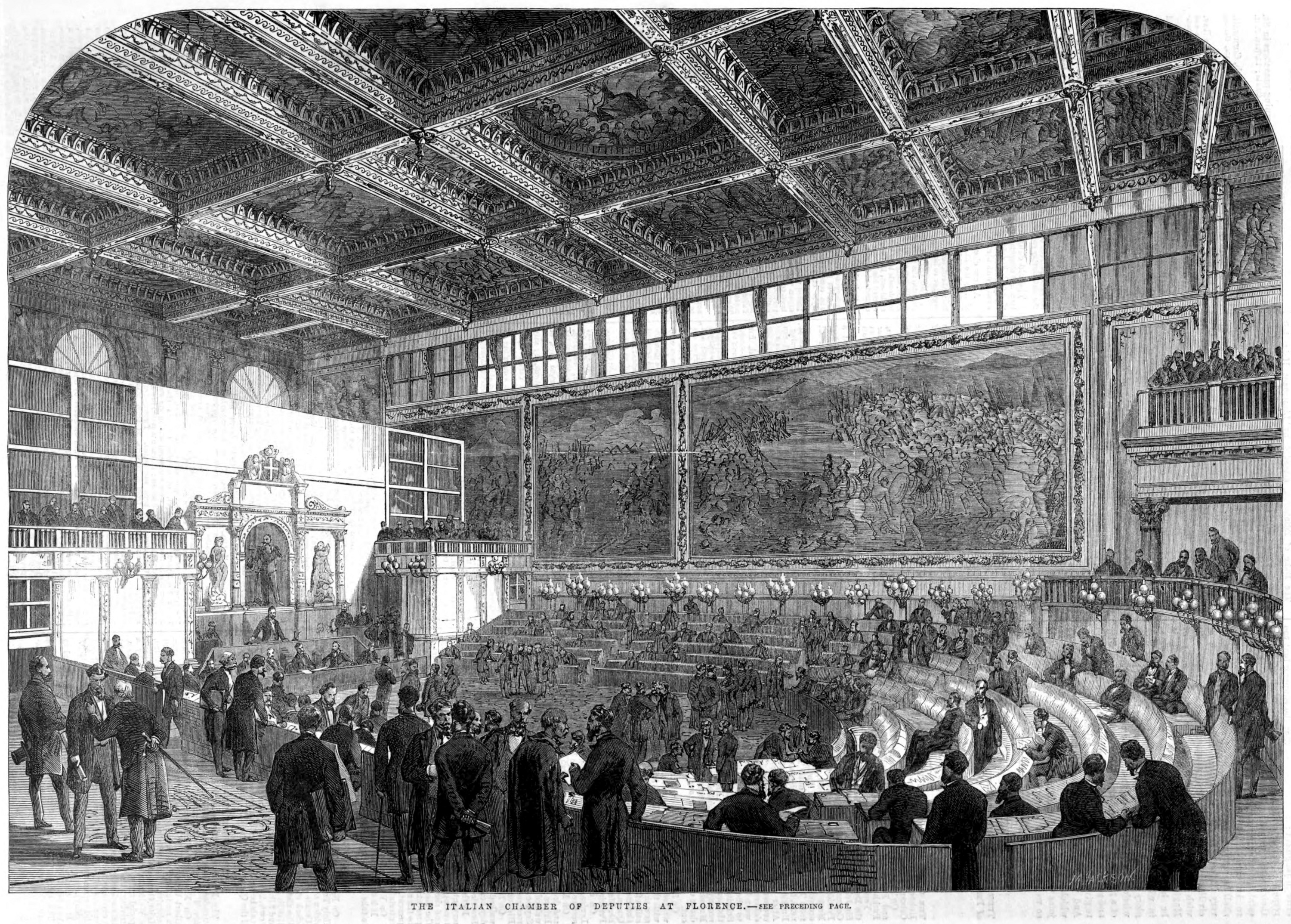
La Cámara de Diputados en el Palazzo Vecchio.

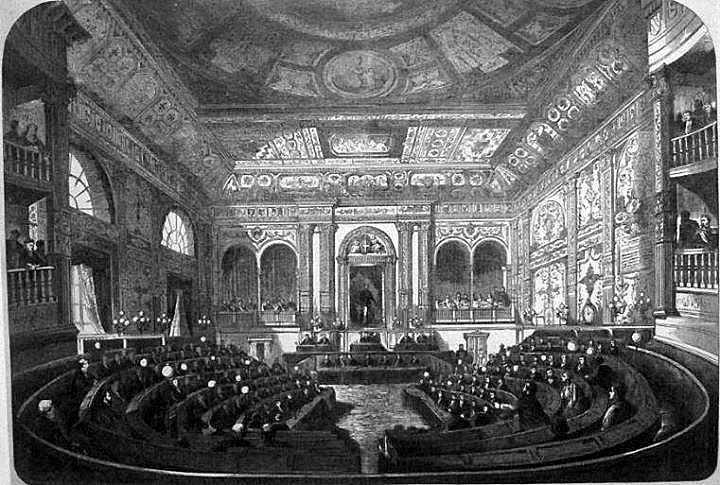
El Senado en los Uffizi.

Con las elecciones a ambas cámaras del Parlamento Italiano, el 22 de octubre, y la apertura formal de la IX legislatura por parte del Rey el 18 de noviembre, dio inicio la vida política en Florencia. Durante cinco años, la pequeña ciudad en rápida transformación, fue escenario de importantes eventos históricos, como la alianza con Prusia y la declaración de la guerra a Austria en junio de 1866. Pese a la poca fortuna del conflicto, también en Florencia se celebró la anexión del Véneto en octubre del mismo año.
En lo que respecta a la política interior, cabe destacar como fundamentales las leyes sobre la separación de la Iglesia y el estado y de la desamortización eclesiástica bajo los gobiernos de Ricasoli y Rattazzi, todo ello por si " en cumplimiento de su destino, Italia tenía que hacer frente a nuevas pruebas". Ello no contribuyó, evidentemente, a mejorar las relaciones con el Papado de Roma. Otras tareas que se propuso llevar a cabo el gobierno, en este caso en el X legislatura, fue la cohesión del país a través de la reorganización administrativa y local, la simplificación del sistema impositivo y el control del gasto público.
La otra gran cuestión a tratar, fue la resolución de la "cuestión romana", hecho que precisamente había motivado el traslado de la capital de Turín a Florencia. Cuando los zuavos de Napoléon III abandonaron Roma en 1867, Garibaldi organizó una expedición de voluntarios para conquistar la ciudad. El proyecto, denunciado pero tampoco impedido por el gobierno italiano, que veía peligrar su alianza con Francia, fue, sin embargo, secretamente apoyado por Vittorio Emanuele II. La Intentona de Mentana acabó con un sonoro fracaso de los garibaldinos, pero obligó al emperador francés a mantener, a perpetuidad, a la fuerza expedicionaria en Roma.

### Vida cultural

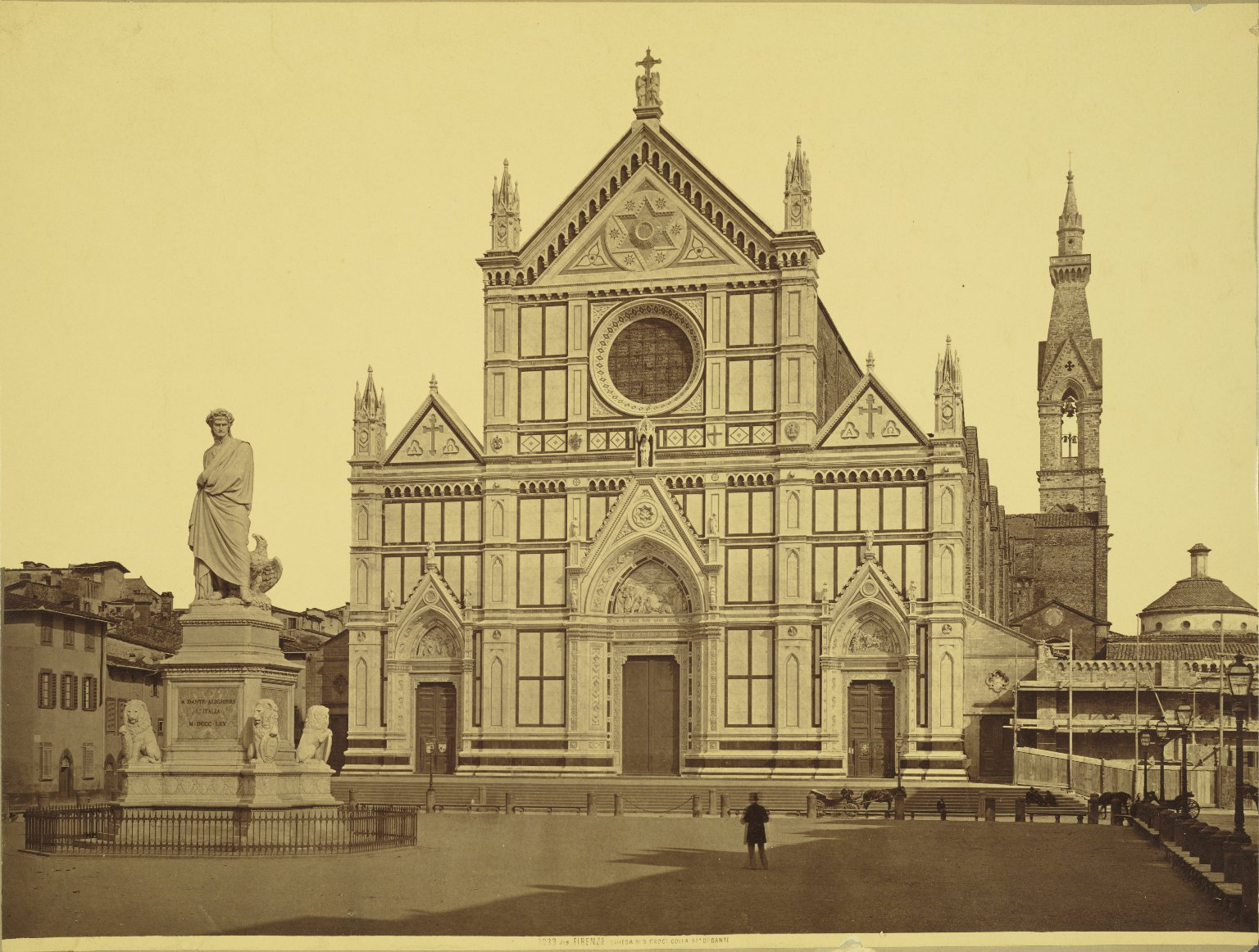
Estatua de Dante frente a la Santa Croce.

No fue casualidad que, apenas unos meses después de la partida del Rey, se inaugurara, el 14 de mayo, una estatua dedicada a Dante en la Piazza de la Santa Croce. Con la celebración de los quinientos años del nacimiento de tan emblemático poeta, Florencia se erigía como centro, no solo político, sino también cultural de la Italia unificada. El cincuentenario de Dante también contó con una exposición retrospectiva en el Palazzo del Podestà con diversos manuscritos traídos desde Milán.
Con la llegada de centenares de funcionarios desde todas las partes de Italia, la pequeña Florencia se "desprovincializó". Las antiguas botteghe (talleres de los artesanos) se transformaron en elegantes negocios para suplir la demanda de bienes de lujo como instrumentos musicales, porcelanas, sombreros o guantes. Por otro lado, los tradicionales bottegone (tabernas) ampliaron sus horarios hasta el atardecer, equiparándose a los estándares de otras capitales europeas.
Los teatros también se multiplicaron, llegándose a contabilizar once teatros fijos, más otros cuatro que abrían por temporada. La Pergola siguió siendo el preferido de las clases altas y el cuerpo diplomático, mientras que las clases populares prefirieron La Querconia. El mismo camino siguieron los periódicos, en 1870, de los 723 periódicos publicados en Italia, 101 se publicaban en Florencia o en la provincia.
Asimismo, florecieron los salones privados, donde se hablaba de política y cultura más que en los pasillos del Palazzo Vecchio. Los literatos y los músicos se reunían cada domingo en el palacio del príncipe polaco Carlo Poniatowski. Los lunes, la nobleza piamontesa y toscana se citaba en el Palazzo Corsini del barrio del Prato. El salón del senador Cesare Alfieri era el favorito de los eruditos, el de Madame Ratazzi (esposa de Urbano Rattazzi) en el Palazzo Guadagni era conocido por sus funciones teatrales privadas y el de Madame Peruzzi (esposa del exministro Ubaldino Peruzzi) reunía a jóvenes políticos y escritores independientemente de su rango y posición.

### ElRisanamento

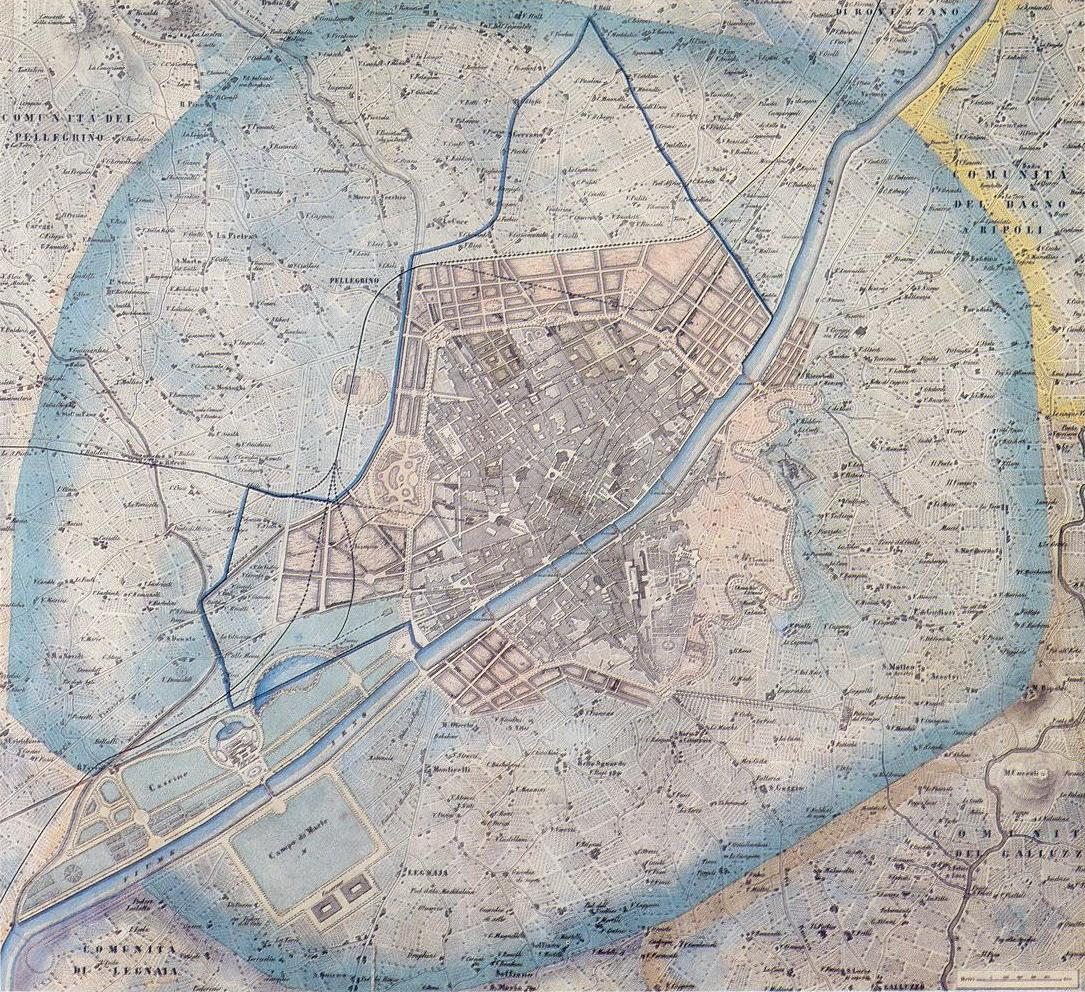
El "Piano Poggi".

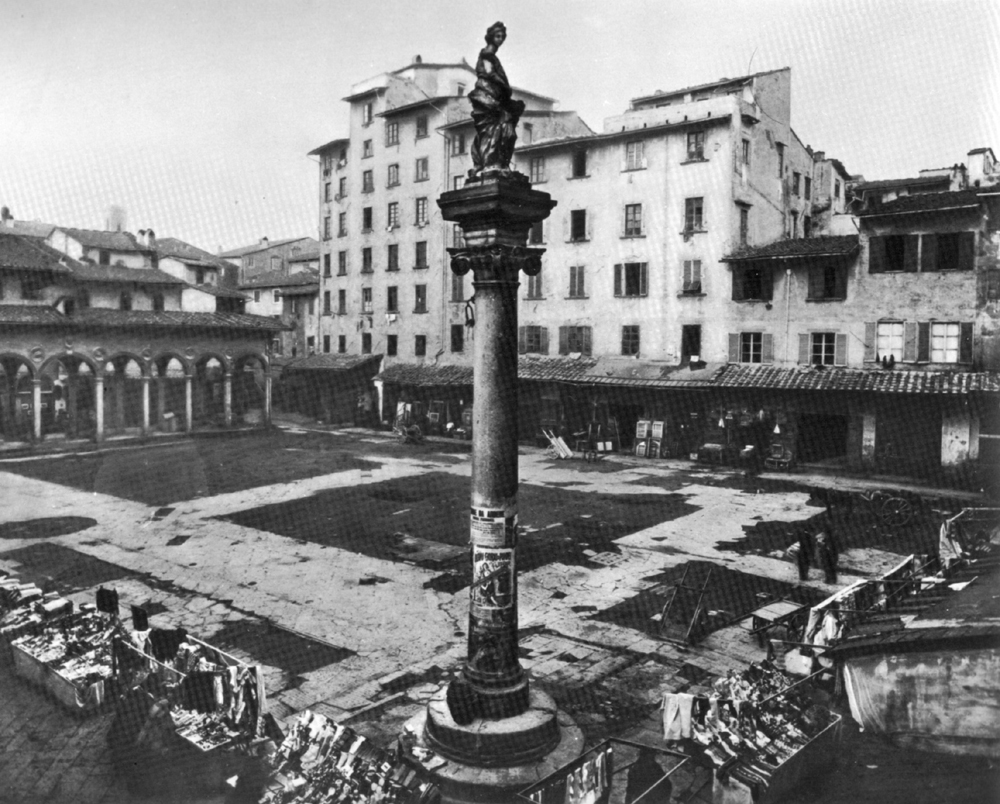
El centro de Florencia durante las demoliciones.

La transformación más importante de la ciudad durante sus años como capital, no fue social sino urbanística. Florencia, a pesar de los gobiernos reformistas de la Casa de Lorena en los siglos XVIII y XIX, apenas había variado desde que los Médici llegaron al poder en el siglo XVI. El núcleo histórico medieval, con estrechas calles y plazuelas, apenas había mutado, tampoco la extensión de la ciudad, delimitada por las murallas y, más recientemente, por los muros aduaneros.
Como símbolo del naciente Reino de Italia, muchas ciudades a lo largo y ancho de la península, iniciaron importantes transformaciones para equipararse a las grandes urbes europeas. Con el traslado de la capital de Turín, ciudad moderna y de trazado reticular, a Florencia, las necesidades de modernización se hicieron cada vez más acuciantes. No en vano, la ciudad toscana había pasado de 115.000 habitantes en 1861, año de la fundación del reino, a 150.000 en 1865, antes del traslado de la capital, para alcanzar los 194.000 en 1870.
Fue al arquitecto Giuseppe Poggi el que recibió el prestigioso encargo de liderar el risanamento ("saneamiento") de Florencia. El 18 de febrero de 1865, es decir, pocos días después de la llegada del Rey, el ayuntamiento aprobó, con cierta urgencia, la realización del llamado "Piano Poggi" ("Plan Poggi"). Requisitos indispensables para realización fueron: proporcionar alojamiento a los funcionarios a llegar, conjugar intereses públicos y privados limitando la especulación, defender la ciudad de las crecidas del Arno y dar a la ciudad un aspecto moderno y burgués como el de otras grandes urbes europeas.
La realizaciones del Piano Poggi se concretaron en: 
- los Viali de Circonvallazione (Avenidas de Circunvalación) en la mitad norte: al modo de los boulevards franceses o los rings alemanes eran amplias avenidas arboladas que separaban el casco antiguo de los nuevos barrios regulares y burgueses en las afueras.
- el Viale dei Colli (Avenida de las Colinas) en la mitad sur: con una función parecida, la serpenteante avenida permitía pasear disfrutando de amplias panorámicas de la ciudad.
- los Nouvi Quartieri (Nuevos Distritos): trazados de forma regular y gozando de las últimas comodidades y avances técnicos, servirían para alojar a los funcionarios y a la naciente burguesía florentina.
- edificación de nuevos espacios públicos como el Mercato Centrale o la Piazza Vittorio Emanuele II.
- regularización de cierta áreas del casco antiguo, como la Piazza del Duomo o la Via de'Tornabuoni.
- realización de la fachada inacabada del Duomo.

Si bien la fiebre constructiva caracterizó el periodo de Firenze Capitale, el Risanamento se alargó más allá de 1870. Algunas intervenciones, de hecho, tuvieron lugar ya a finales de siglo, como la fachada del Duomo o la Piazza Vittorio Emanuele II. 
Aunque calificado por algunos de "Sventramento" ("Destripamiento"), a causa de la cantidad de viejos barrios y edificios derribados, el Risanamento contribuyó a modernizar Florencia, equiparándola al resto de grandes ciudades europeas.

## El fin delFirenze Capitale

### La toma de Roma

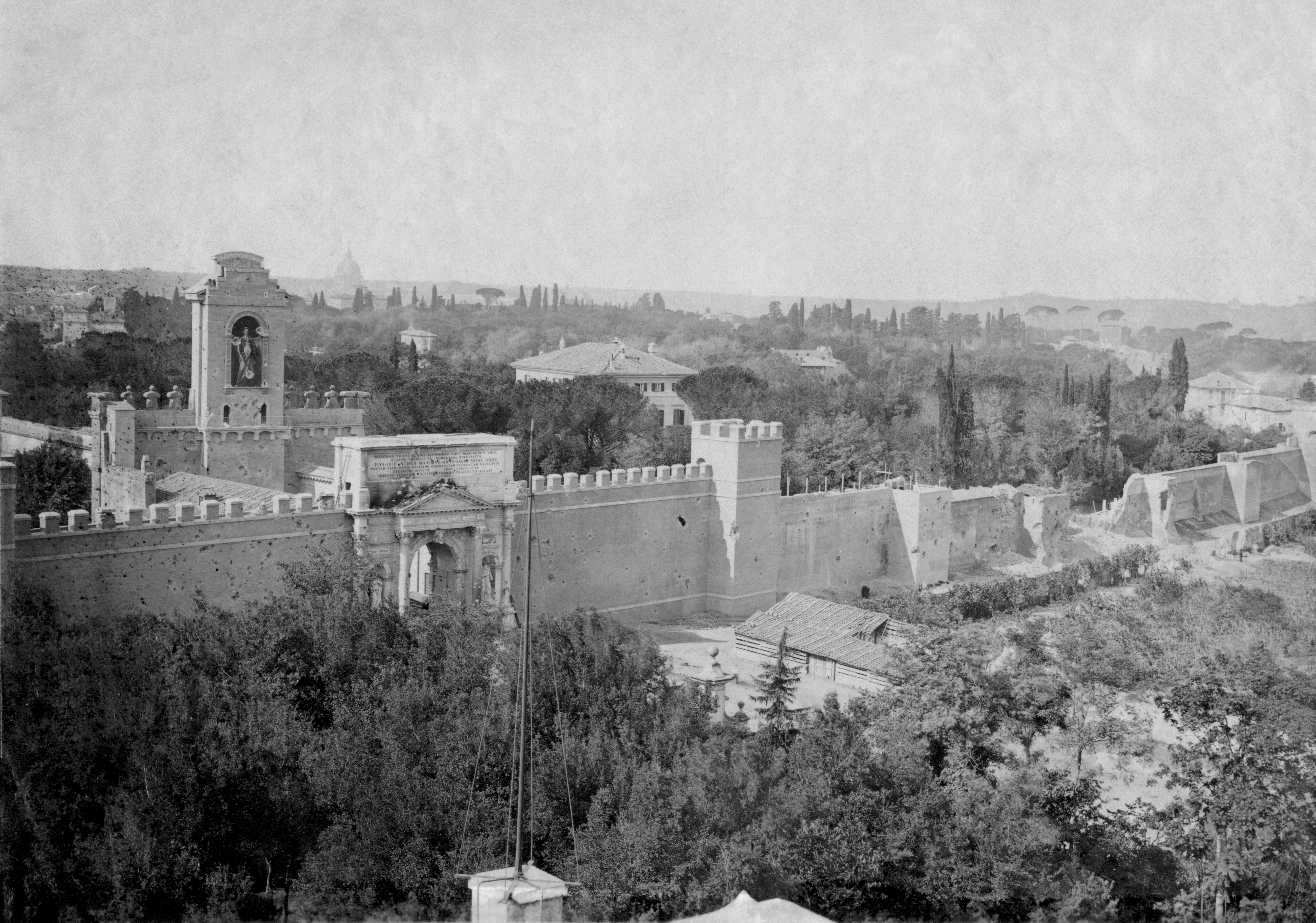
Las murallas de Roma después de la toma.

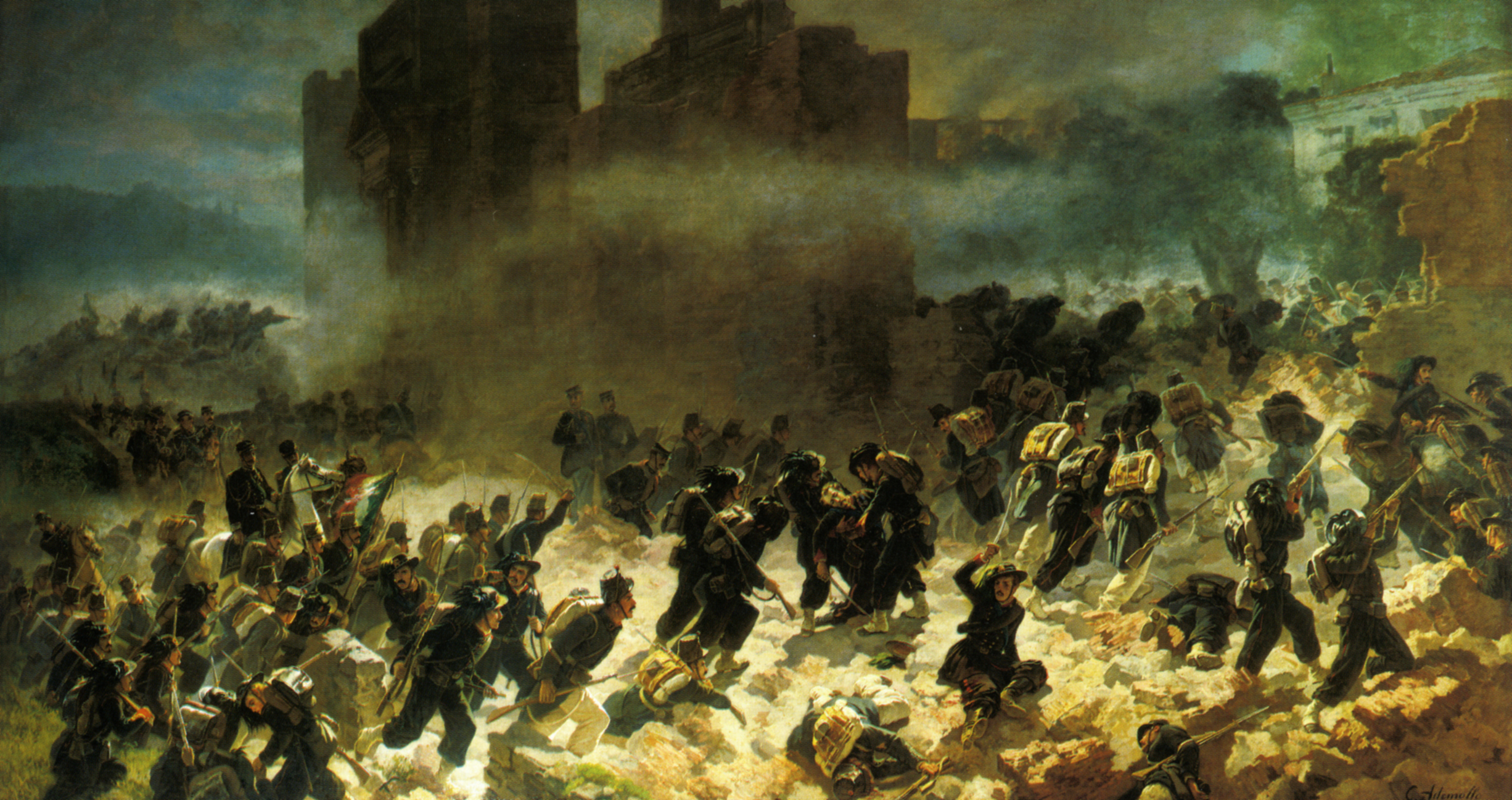
La toma de Roma según Carlo Ademollo.

Con el estallido de la Guerra franco-prusiana en el verano 1870, Napoléon III se vio obligado a retirar sus zuavos de Roma. El gobierno italiano esperó, sin embargo, hasta la derrota del Segundo Imperio francés el 2 de septiembre, para lanzar la ofensiva sobre la capital papal. Después de varios intentos fracasados de facilitar una entrega negociada de la ciudad, el ejército italiano asedió Roma. En 19 de septiembre, tras un breve bombardeo, se abrió una brecha en los muros aurelianos y la ciudad fue tomada sin que la población o las tropas papales apenas ofrecieran resistencia. La llamada "cuestión romana" parecía resuelta, sin embargo, el Pio IX se declaró "prisionero en el Vaticano" y se negó a reconocer al Reino de Italia y su control sobre Roma. Dicha situación no se solucionó hasta la firma de los Pactos de Letrán en 1929.

### Leyes y plebiscitos

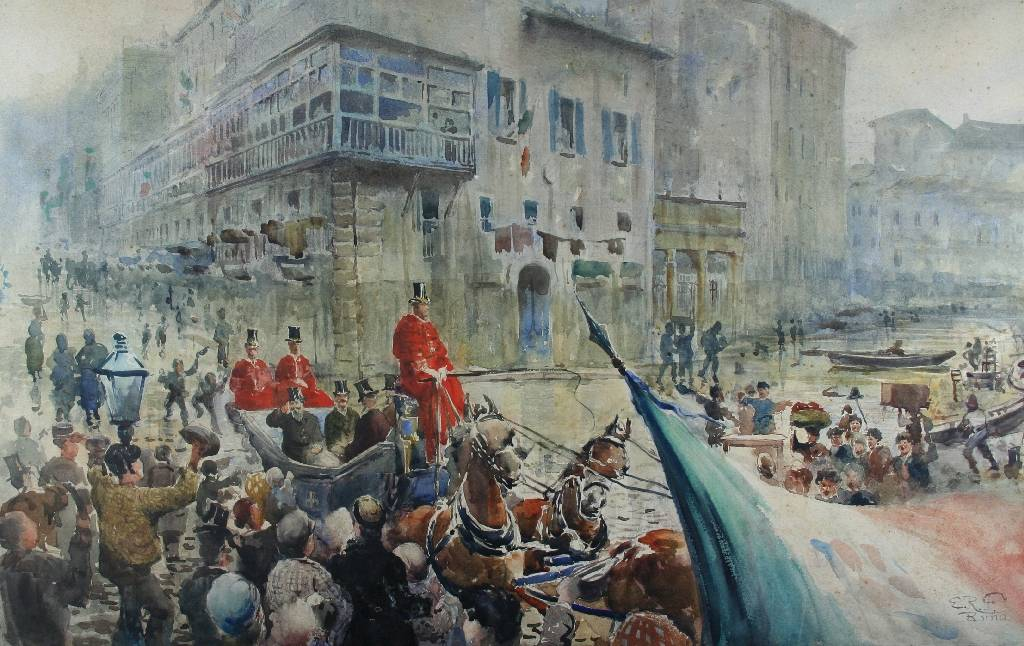
La primera visita del Rey a Roma, en diciembre de 1870.

La noticia de la toma de Roma fue celebrada en Florencia con júbilo y manifestaciones populares, a pesar de que los florentinos sabían que eso significaba perder su estatus de capital. El 2 de octubre se celebró un plebiscito en el que Roma y el Lazio votaron incorporarse al Reino de Italia, el día 8 una delegación de notables romanos, presidida por el Duque de Sermoneta, presidente del gobierno provisional de la ciudad, llegaron a Florencia para entregar al Rey los resultados del plebiscito. El día 20 de noviembre se celebraron elecciones generales para elegir la composición de la XI legislatura, la última que tendría su sede en Florencia.
El mes de diciembre estuvo casi enteramente dominado por las negociaciones y la aceptación, por parte del príncipe Amadeo, hijo del Rey, del trono español. El día 30 del mismo mes, a raíz de las importantes inundaciones que habían tenido lugar en Roma, el Rey decidió visitar por primera vez la ciudad, manteniendo un perfil bajo, sin pompa ni grandes recibimientos, visitando a los damnificados y reuniéndose con el consejo municipal. El día 1 de enero estaba de vuelta a Florencia.
El día 1 de febrero, la Cámara de Diputados aprobó la ley n.33, sobre el traslado de la capital a Roma, Vittorio Emanuele II la promulgó el día 3. En marzo, se aprobó la famosa Ley de Garantías para normalizar las relaciones con el Papado. No obstante, Pío IX, que se consideraba un "prisionero político encerrado en el Vaticano", la rechazó por unilateral.

### Adiós a Florencia
El ministro de infraestructuras, Giuseppe Gadda, fue enviado a Roma en abril para sondear el traslado de los ministerios, que debía empezar en junio. A principios de dicho mes se celebró la Fiesta del Estatuto albertino y poco después el solemne funeral del poeta y patriota italiano Ugo Foscolo, enterrado en la Santa Croce. Fueron los dos últimos grandes festejos del Firenze Capitale.

El 24 de junio, en una emotiva sesión, la Cámara de Diputados tuvo su última reunión en Florencia. Su presidente, Giuseppe Biancheri, agradeció:
"a la Guardia Nacional, al Ayuntamiento y a la ciudad de Florencia sus servicios. La noble Florencia ha bien merecido su patria. Ahora, honorables colegas, nos vemos en Roma. En Roma continuaremos trabajando por nuestra patria y por el Rey."
No en vano, meses antes, el 20 de diciembre, Florencia había sido declarada "ciudad benemérita de la nación", por haber sido "sede temporal" del gobierno italiano.
La despedida definitiva llegó el 28 de junio a las cuatro de la tarde, cuando el Rey tomó el tren hacia Nápoles para inaugurar la "Esposizione delle Industrie marittime". Ante la presencia del gobierno, del consejo municipal y aclamado por la muchedumbre, el soberano se despidió afectuosamente del alcalde Ubaldino Peruzzi. El cronista Giuseppe Massari comentó que "el Rey abandona Florencia con pesar".
El 2 de julio, llegando desde Nápoles, el Rey entró triunfalmente en Roma, un día antes habían llegado los miembros del Senado y la Cámara, así como el cuerpo diplomático. Entre vítores, el soberano alcanzó el Palazzo del Quirinale, antigua residencia papal y ahora nueva sede de la corte.
La Cámara de Diputados se instaló en el Palazzo Montecitorio y la vida política pudo re-emprenderse el 27 de noviembre, con una inaugural "seduta reale" ("sesión real").
Mientras tanto, en Florencia comenzó un lento éxodo, casi 25.000 personas abandonaron la ciudad, que poco a poco fue recuperando su tranquilidad de ciudad de provincia. Más allá de las vivencias históricas, el periodo Firenze Capitale dejó una profunda huella en el urbanismo de la ciudad, con la completa modernización de barrios y distritos. Florencia se había convertido en una digna vitrina del naciente y triunfante Reino de Italia.